# Bernd Senf
Bernd Willfried Senf (né le 25 février 1944 à Bad Brambach-Schönberg) fut professeur en sciences économiques à la Fachhochschule für Wirtschaft de Berlin (équivalent allemand d’un Institut Universitaire de Technologie, spécialisé en économie) de 1973 à 2009.
Bernd Senf est pour une réforme structurelle du système monétaire. Il a créé la notion de « pouvoir monétaire », qui selon lui devrait être introduit en tant que quatrième pouvoir de l’Etat aux côtés des pouvoirs exécutif, judiciaire et législatif, dans le but de contrôler la création monétaire des établissements de crédit, qu’il considère - comme Joseph Huber entre autres - comme la cause principale de la crise financière actuelle.
Bernd Senf s’appuie sur les travaux d’Irving Fisher et Frederick Soddy sur l’économie monétaire et soutient les thèses de Jeremy Rifkin sur la politique du marché du travail. Ses idées en économie libre sont peu ordinaires et, en économie, rarement débattues.
En plus de son activité professionnelle, Bernd Senf se bat pour le rapprochement des théories du psychanalyste et "orgonomiste" Wilhelm Reich.

## Parcours
Bernd Senf étudia les sciences économiques à l’Université libre de Berlin et a obtint son doctorat en 1972 grâce à sa thèse intitulée Wirtschaftliche Rationalität – gesellschaftliche Irrationalität. Die „Verdrängung“ gesellschaftlicher Aspekte durch die bürgerliche Ökonomie ("Rationalité économique – irrationalité sociale. Le „refoulement“ d’aspects sociaux par l’économie du peuple"). L’année suivante il devint maître de conférences puis professeur des universités à la Fachhochschule für Wirtschaft de Berlin, fondée en 1971. Il prit sa retraite en 2009.
Le (sous-)titre de sa thèse de doctorat laissait déjà présager que Bernd Senf considérait la psychanalyse comme un complément important d’une théorie sociale globale, qu’il avait à cette époque largement emprunté à Karl Marx. Il se pencha avant tout sur les théories de Wilhelm Reich, qui était vers 1930 le plus grand freudo-marxiste et qui fut redécouvert en "1968". Bernd Senf était alors un des seuls à prendre les recherches peu conventionnelles de Wilhelm Reich sur l’orgone au sérieux, après que ce dernier a été exclu du KPD en 1933 et de l’Association Psychanalytique Internationale (API) en 1934. En 1976, Bernd Senf fut publié dans les pages de Wilhelm Reich éditées par Bernd A. Laska. Il soutenait aussi Wilhelm Reich dans ses premières idées marxistes (plus particulièrement Karl Marx en tant qu’économiste) à l’encontre de la proposition de Bernd Laska: prendre en considération la théorie sur l’économie libre de Silvio Gesell pour une économie reichienne. Bernd Senf commença à étudier et à estimer la théorie de Silvio Gesell seulement une bonne décennie plus tard. Après la controverse avec Bernd Laska, Bernd Senf décida de fonder une "initiative Wilhelm Reich" à Berlin en 1979 ainsi qu’un magazine (emotion) sous forme d’annuaire qui parut à partir de 1980. Dès lors, il donna une série de cours magistraux sur le travail de Wilhelm Reich chaque semestre au sein de la Fachhochschule für Wirtschaft.
Bernd Senf donna des conférences sur des thèmes économiques et sur les théories de Wilhelm Reich qui furent également bien loin des tendances universitaires.

## Travaux
En plus des systèmes monétaires, financiers et bancaires existants, Bernd Senf critique particulièrement « la force destructrice des intérêts ». Certes, il trouve que l’approvisionnement d’argent – rapporté sur un seul crédit – est judicieux. Cependant, il pense que la création d’argent par le biais de dettes soulève des questions économiques fondamentales. Il doute du bon fonctionnement du système monétaire: plus d’argent est demandé de la part des banques centrales et commerciales pour le reflux de l’argent dans le circuit économique (intérêts et remboursement) que ce qui avait été introduit en premier lieu. Cela entraîne une obligation de croissance certaine. Les intérêts entraînent ou amplifient différentes tendances de crise dans les domaines suivants :
- Économie: À une augmentation des fonds monétaires doit correspondre une production croissante. La production ne peut cependant pas s’accroître de façon identique aux fonds monétaires à demeure, car une augmentation exponentielle de la production et donc des limitations est contradictoire avec la quantité des ressources disponibles. Et si le taux de croissance économique diminue, les entreprises ne peuvent se défaire de leurs dettes.
- Environnement: Avec une obligation de croissance, de moins en moins d’argent est disponible pour la protection de l’environnement.
- Sociétés: À cause de la création monétaire des banques commerciales et du fait que tout argent disponible existe ailleurs en tant que dette, une personne non endettée dans une société doit quand même payer des intérêts indirects[6]. En effet, chaque entreprise doit compter la charge d’un crédit dans le calcul du prix de ses marchandises et de ses prestations de service. La part de ces intérêts pourrait atteindre les 40 %.
- État: À cause de la charge croissante du budget de l’État due aux intérêts à payer, l’État-providence notamment est de plus en plus en détresse financière. Lors des cas extrêmes, un endettement supplémentaire est même obtenu de force pour pouvoir payer les dettes précédentes.

Pendant une crise financière, l’Etat est obligé de s’endetter, pour que les autres banques et l’économie puissent être sauvées. Cependant, ce n’est pas l’Etat mais la banque centrale et les banques commerciales qui ont le monopole de la création monétaire. De ce fait, l’Etat doit prendre un crédit (un endettement supplémentaire) afin de sauver les banques et l’économie et doit pour cela payer des intérêts. Par conséquent la charge fiscale des citoyens augmente encore une fois. C’est pourquoi Bernd Senf soutient, aux côtés de Joseph Huber, l’introduction du "Vollgeld" (un argent couvert a 100 %). Pour cela, une quatrième instance - un pouvoir monétaire -, qui aurait pour but de contrôler les flux monétaires, doit selon lui être mise en place en plus des trois pouvoirs - législatif, exécutif, et judiciaire. Le seigneuriage reviendrait ainsi à l’Etat et non pas aux banques.
- Pays en voie de développement et Nouveaux Pays Industrialisés: Bien souvent, des monocultures sont établies lorsque des pays en voie de développement sont colonisés, si bien que ces pays ne peuvent souvent proposer que peu de produits sur le marché mondial. De ce fait, ils dépendent de plus en plus des importations. Après leur indépendance, les produits des exportations ont de plus en plus baissé, et les coûts pour l’importation ont augmenté de plus en plus. Les brèches existantes ont dû être comblées au moyen de crédits, et par conséquent ces pays ont été entraînés dans l’endettement.

Selon Bernd Senf, les intérêts ne sont certes pas l’unique cause de ces problèmes, mais ils ont considérablement contribué à les amplifier. Il est convaincu que la dynamique des intérêts suffirait à elle seule à provoquer ces crises. L’influence du système des intérêts joue un rôle majeur dans sa problématique.
Certes Bernd Senf reconnaît le triomphe du système des intérêts sous sa forme actuelle, mais il considère que l’idée qu’il puisse se régulariser n’est encore qu’une ébauche. Particulièrement parce que rien de fondamental ne pourrait changer au débordement du marché du travail et à la libération de la main-d’œuvre due aux avancées technologiques. Seule la pression pour une rationalisation pourrait s’atténuer. Il pense que la spéculation comme quoi le marché du travail pourrait se régulariser juste en supprimant les intérêts est une illusion.
Bernd Senf soutient les idées suivantes : il existerait des parallèles entre la structure et la dynamique de la schizophrénie d’une seule personne et les évènements du marché financier. Selon Wilhelm Reich, la schizophrénie est l’expression d’une certaine structure et dynamique d’une enveloppe émotionnelle et physique. Bernd Senf pense que la même chose peut être observée au sens figuré dans le système financier actuel. Au lieu que l’argent traverse de façon constante les organismes sociaux de l’économie - et permette ainsi les ventes des marchandises produites en tant que moyen d’échange dans la sphère des biens réels et aide vraiment les producteurs de marchandises à survivre - il passerait de plus en plus dans les marchés financiers internationaux, de plus en plus loin de la réalité.
À la suite du « Mouvement des étudiants pour la réforme de l’enseignement de l’économie », Bernd Senf sait que les critiques du système financier et banquier sont souvent tabouisées et bien vite jugées. Des peurs d’approcher le monde financier sont donc générées, et les discussions publiques sur le système financier, qui sont selon lui nécessaires et urgentes, sont évitées.
Dans son livre "Die Blinden Flecken der Ökonomie" ("Les taches aveugles de l’économie"), Bernd Senf établit des parallèles entre la féodalité, le libéralisme, le marxisme, le néoclassique, l’économie libre, le keynésianisme et le monétarisme/néolibéralisme et montre qu’ils possèdent les mêmes forces et faiblesses.

## Publications (en allemand)
(novembre 2018).
- Avec Dieter Timmermann: denken in gesamtwirtschaftlichen zusammenhängen. eine kritische einführung. 3 Bände. Dürr, Bonn-Bad Godesberg 1971
- Wirtschaftliche Rationalität – gesellschaftliche Irrationalität. Die „Verdrängung“ gesellschaftlicher Aspekte durch die bürgerliche Ökonomie. Dissertation. Berlin 1972
- Politische Ökonomie des Kapitalismus. Eine didaktisch orientierte Einführung in die marxistische politische Ökonomie. 2 Bände. Mehrwert, Berlin 1978,  (ISBN 3-921506-17-4),  (ISBN 3-921506-18-2)
- Avec Peter Brödner & Detlef Krüger: Der programmierte Kopf. Eine Sozialgeschichte der Datenverarbeitung. Wagenbach, Berlin 1981,  (ISBN 3-8031-2082-9)
- Einführung in die Orgon-Forschung Wilhelm Reichs. Institut für Ökologische Zukunftsperspektiven, Barsinghausen 1989; Neuausgabe ebd. 2000,  (ISBN 3-89799-050-4)
- Der Nebel um das Geld. Zinsproblematik – Währungssysteme – Wirtschaftskrisen. Ein Aufklärungsbuch. Gauke Verlag, Lütjenburg 1996,  (ISBN 3-87998-435-2); 5. überarbeite Auflage ebd. 1998,  (ISBN 3-87998-435-2) (Kap. 7: Die Problematik des Zinssystems; PDF)
- Die Wiederentdeckung des Lebendigen. Zweitausendeins, Frankfurt 1996,  (ISBN 3-86150-163-5); Omega, Aachen 2003,  (ISBN 3-930243-28-8) (Einführung; PDF, Kap. 4.1.7: Ist die Erde bioenergetisch krank?; PDF, Kap. 5: Die historische Verschüttung des Lebendigen; PDF)
- Bernd Senf (dir.), Nach Reich : neue Forschungen zur Orgonomie. Sexualökonomie. Die Entdeckung der Orgonenergie., Frankfurt, Zweitausendeins, 1997 (ISBN 3-86150-239-9).
  - Kurzer Leitfaden durch das Gesamtwerk Wilhelm Reichs (PDF), Die Forschungen Wilhelm Reichs (I) (PDF; 245 KB), Wilhelm Reich – Entdecker der Akupunkturenergie? (275 KB)
- Die blinden Flecken der Ökonomie. Wirtschaftstheorien in der Krise. dtv, München 2001,  (ISBN 3-423-36240-5); ab der 4. Auflage im Verlag für Sozialökonomie, Kiel 2007,  (ISBN 978-3-87998-452-7) (Inhaltsverzeichnis, Buchbesprechungen und ergänzende Aufsätze als PDF)
- Der Tanz um den Gewinn. Von der Besinnungslosigkeit zur Besinnung der Ökonomie. Verlag für Sozialökonomie, Lütjenburg 2004,  (ISBN 3-87998-448-4) (Der Tanz um den Gewinn; PDF, Fließendes Geld und Heilung des sozialen Organismus; PDF)